# Kulișivka, Korostîșiv
Kulișivka (în ucraineană Кулішівка) este un sat în comuna Șahvorostivka din raionul Korostîșiv, regiunea Jîtomîr, Ucraina.

## Demografie
Componența lingvistică a localității Kulișivka
     Ucraineană (98,11%)
     Rusă (1,89%)
Conform recensământului din 2001, majoritatea populației localității Kulișivka era vorbitoare de ucraineană (98,11%), existând în minoritate și vorbitori de rusă (1,89%).